# Folter Records
Folter Records ist ein deutsches Musiklabel aus Berlin. Es ist vor allem auf Black Metal spezialisiert. 

## Geschichte
Gegründet wurde das Musiklabel von Jörg Schröder, ursprünglich als Vertrieb. Einer der ersten Geschäftspartner war Nuclear Blast. Als Labeldebüt erschien 1994 Wanted for Kinky Session, eine auf 1.000 Stück begrenzte 7″-EP der Porngrind-Pioniere Dead. Der erste Tonträger auf Compact Disc war 1995 die EP Romantic Beatitude of Faded Dawn der Doom-Metal-Band As Divine Grace.
Zum Jahresbeginn 2018 standen 14 Bands unter Vertrag, die meisten aus Europa. Ein außereuropäischer Vertreter ist Narbeleth aus Kuba.
Neben eigenen Erstveröffentlichungen hat Folter Records auch Wiederveröffentlichungen im Programm, so beispielsweise verschiedene Tonträger von Skyforger aus Lettland.

## Sonstiges
1995 fand in Brohm, einem Ortsteil der Stadt Friedland im Landkreis Mecklenburgische Seenplatte, das „1. Folter Records Open Air“ statt. 1996 folgte das „2. Folter Records Open Air“ in Medewitz. Nach einem Jahr Pause wurde es ab 1998 unter dem Namen „Under The Black Sun Festival“ in Leipzig Engelsdorf fortgesetzt. Bei der Premiere traten unter anderem In the Woods…, Dark Funeral, Enthroned, Mayhemic Truth, Ved Buens Ende und Dimmu Borgir auf.

## Veröffentlichungen (Auswahl)
- Mayhemic Truth – Cythraw (1995, 7’’-EP)
- Paragon Belial – Hordes of the Darklands (1995)
- Adorned Brood – Hiltia (1996)
- Cryptic Carnage – And Another Kingdom Was Born... (1996)
- Harmony Dies – Slaughtered (1996, EP)
- Skyforger – Kauja pie Saules (2004, Wiederveröffentlichung von 1998)
- Decayed – Hexagram (Honour et Fidelitas)
- Hellsaw – Phantasm (2007)
- Arathorn – Treue & Verrat (2008)
- Lugubre – Supreme Ritual Genocide
- The Committee – Power Through Unity (2014)
- Arckanum – Antikosmos (2017, Re-Release von 2008)